# Мій блондине, чуєш ти в місті? (фільм, 1980)
«Мій блондине, чуєш ти в місті?» (фр. Ma blonde, entends-tu dans la ville?) — фільм французького кінорежисера Рене Гілсона.

## Актори
- Франсіна Карпон (фр. Francine Carpon) — Марі
- Жак Занетті (фр. Jacques Zanetti) — Альдо
- Жозетт Гемсен (фр. Josette Hemsen) — Мати Марі
- Elisabeth Chailloux — Деніз
- Кирилл Робічез (фр. Cyril Robichez) — Біллаумонт
- Ноель Сімсоло (фр. Noël Simsolo) — Dubourcq
- Ліліаль Ледун (фр. Liliane Ledun) — пані Біллаумонт
- Серж Мартел (фр. Serge Martel) — Еміль Бондюель
- Арлетт Ренард (фр. Arlette Renard) — пані Бондюель
- Паскаль Об'є (фр. Pascal Aubier) — синдикаліст
- Отар Іоселіані (фр. Otar Iosseliani) — синдикаліст
- Рене Гілсон (фр. René Gilson) — торговець
- Франсуа Карпентьє (фр. François Carpentier) — Раймон, брат Марі
- Вероніка Бондюес (фр. Véronique Bondues) — Софі
- Кристіан Дзанетті (фр. Christian Zanetti) — Driez, вбивця
- Piero Chinosi — батько Альдо
- Наталі Спріет (фр. Nathalie Spriet) — працівник
- Denise Préaux — власник бару
- Джозеф Брейєр (фр. Joseph Breyer)
- Бернар Клод (фр. Bernard Claudé)
- Henry Coussy
- Янік Дал (фр. Yanik Dal)
- Раймонд Дорліак (фр. Raymond Dorliac)
- Кристіана Дюпон (фр. Christiane Dupond)
- Едгар Дювів'єр (фр. Edgar Duvivier)
- Жак Муссієр (фр. Jacques Mussier)
- Мішель Зессе (фр. Michel Thesse)
- Андре Вільям (фр. André Willem)

## Нагороди

### Приз Жана Віго(1980рік)
- Найкращий художній фільм.